# Камерон (округ Баррон, Вісконсин)
Камерон (англ. Cameron) — селище (англ. village) в США, в окрузі Беррон штату Вісконсин. Населення — 1872 особи (2020).

## Географія
Камерон розташований за координатами 45°24′13″ пн. ш. 91°44′23″ зх. д. / 45.40361° пн. ш. 91.73972° зх. д. (45.403546, -91.739682).  За даними Бюро перепису населення США в 2010 році селище мало площу 6,49 км², з яких 6,38 км² — суходіл та 0,11 км² — водойми. В 2017 році площа становила 6,89 км², з яких 6,79 км² — суходіл та 0,11 км² — водойми.

## Демографія
Згідно з переписом 2010 року, у селищі мешкали 1783 особи в 744 домогосподарствах у складі 488 родин. Густота населення становила 275 осіб/км².  Було 797 помешкань (123/км²).
Расовий склад населення:
| - 97,0 % — білих - 0,5 % — азіатів - 0,4 % — чорних або афроамериканців - 0,2 % — корінних американців |

До двох чи більше рас належало 1,7 %. Частка іспаномовних становила 2,0 % від усіх жителів.
За віковим діапазоном населення розподілялося таким чином: 26,9 % — особи молодші 18 років, 60,0 % — особи у віці 18—64 років, 13,1 % — особи у віці 65 років та старші. Медіана віку мешканця становила 34,5 року. На 100 осіб жіночої статі у селищі припадало 95,7 чоловіків;  на 100 жінок у віці від 18 років та старших — 91,2 чоловіків також старших 18 років.
Середній дохід на одне домашнє господарство  становив 51 443 долари США (медіана — 42 463), а середній дохід на одну сім'ю — 56 580 доларів (медіана — 51 346). Медіана доходів становила 36 750 доларів для чоловіків та 30 714 долари для жінок. За межею бідності перебувало 10,4 % осіб, у тому числі 10,6 % дітей у віці до 18 років та 5,2 % осіб у віці 65 років та старших.
Цивільне працевлаштоване населення становило 958 осіб. Основні галузі зайнятості: виробництво — 29,2 %, освіта, охорона здоров'я та соціальна допомога — 21,1 %, роздрібна торгівля — 13,0 %, мистецтво, розваги та відпочинок — 8,5 %.